# كأس هولندا 1982–83
كأس هولندا 1982–83 (بالهولندية: KNVB beker 1982/83)‏ هو الموسم 65 من كأس هولندا. أشرف على تنظيمه الاتحاد الملكي الهولندي لكرة القدم، وكان عدد الأندية المشاركة فيه 63، وفاز فيه أياكس أمستردام.